# Borek Fałęcki
Borek Fałęcki – obszar Krakowa, leżący na terenie Dzielnicy IX Łagiewniki-Borek Fałęcki miasta Krakowa. Położony jest w południowej części Podgórza. Charakteryzuje się nierównym rozłożeniem zabudowy. Osiedle składa się z pięciu 11-kondygnacyjnych bloków, resztę stanowi podłużna 3-kondygnacyjna zabudowa. W niedalekiej odległości znajdują się również domy jednorodzinne.
Wieś dóbr prestymonialnych kapituły katedralnej krakowskiej w powiecie szczyrzyckim województwa krakowskiego w końcu XVI wieku.

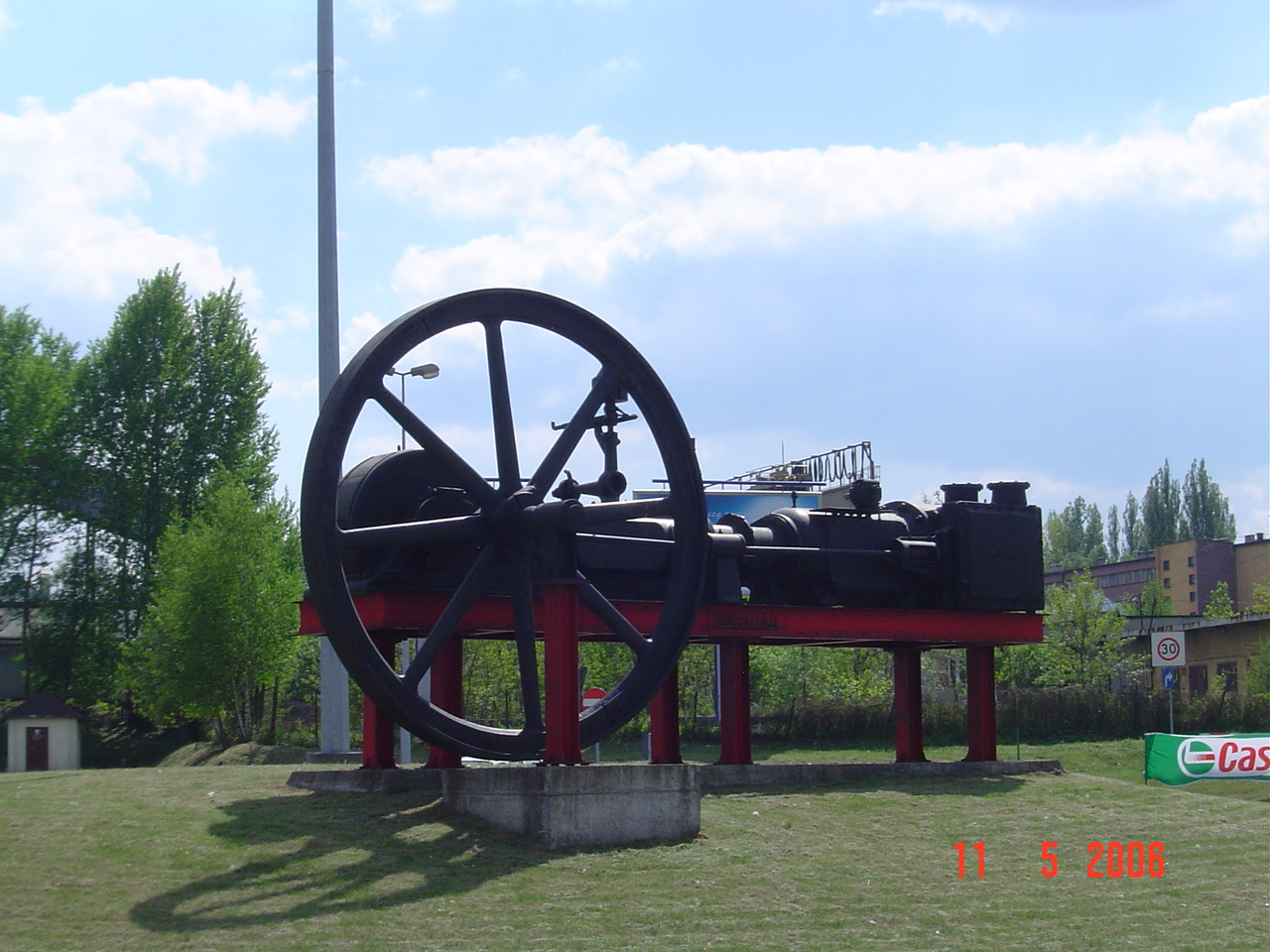
Maszyna parowa w miejscu dawnej fabryki (2006)

## Położenie
Borek Fałęcki to obszar znajdujący się na obrzeżach miasta Krakowa. Charakterystycznym punktem Borku jest Kościół pw. Matki Boskiej Zwycięskiej, który znajduje się na szczycie Góry Borkowskiej przy ulicy Zakopiańskiej. Ulice Jugowicka, Zawiła i Zakopiańska dzielą Borek Fałęcki na 4 części. Na południowym zachodzie znajduje się osiedle domków jednorodzinnych – Kliny Borkowskie, na południowym wschodzie również osiedle domków – Jugowice. (Pod względem administracyjnym Jugowice i Kliny Borkowskie stanowią część Dzielnicy X). Na północnym zachodzie znajdują się osiedla bloków i domków jednorodzinnych, zaś po przeciwnej stronie ul. Zakopiańskiej położone jest Krakowskie Centrum Handlowe Zakopianka gdzie znajdziemy kompleks Carrefour, Castorama i mniejsze markety – głównie budowlane.

## Historia
Za czasów przedrozbiorowych Borek Fałęcki należał do parafii św. Jakuba na Kazimierzu. Od 1934 roku do lat powojennych istniała zbiorowa gmina Borek Fałęcki. Borek początkowo składał się z tzw. Osiedla Pięciodomków oraz pojedynczej zabudowy. W czasie okupacji hitlerowskiej w Zakładach Sodowych Solvay pracował jako robotnik późniejszy papież, Karol Wojtyła. W roku 1950 do Borku podciągnięto linię tramwajową. W tym samym czasie ruszyła budowa bloków wielorodzinnych, zakończona w 1955 roku. Powstało 18 bloków (4 jednopiętrowe i 14 dwupiętrowych), ich mieszkańcami byli głównie pracownicy: Solvaya, Kabla, Armatury, Instytutu Odlewnictwa, nowohuckiego kombinatu, Sądu i Prokuratury, Szkolnictwa i wielu innych zakładów pracy Krakowa. W roku 1961 zlikwidowano przedszkole zakonne, a budynek przekazany został na rzecz Szkoły Podstawowej nr 49. Dyrektor szkoły przeznaczył budynek do nauki klas pierwszych, jednak po paru latach eksploatacji zrezygnował z niego i budynek popadł w ruinę. W latach osiemdziesiątych w budynku tym siedzibę miała administracja osiedla. W 1997 roku Jan Paweł II odwiedził Borek Fałęcki i spotkał się z jego mieszkańcami na terenie dawnej fabryki, w której pracował.

## Infrastruktura

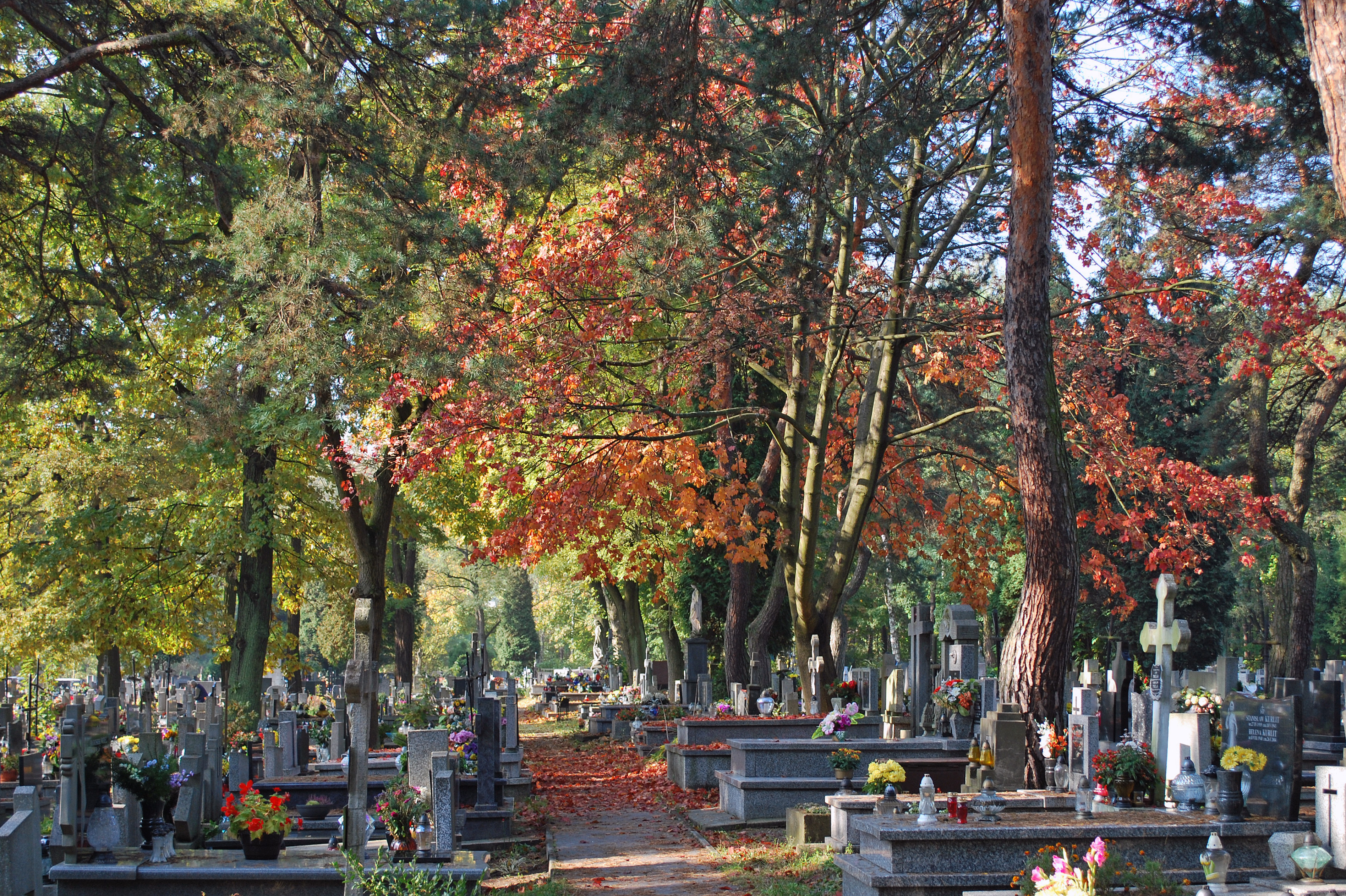
Cmentarz parafialny ul. Zawiła

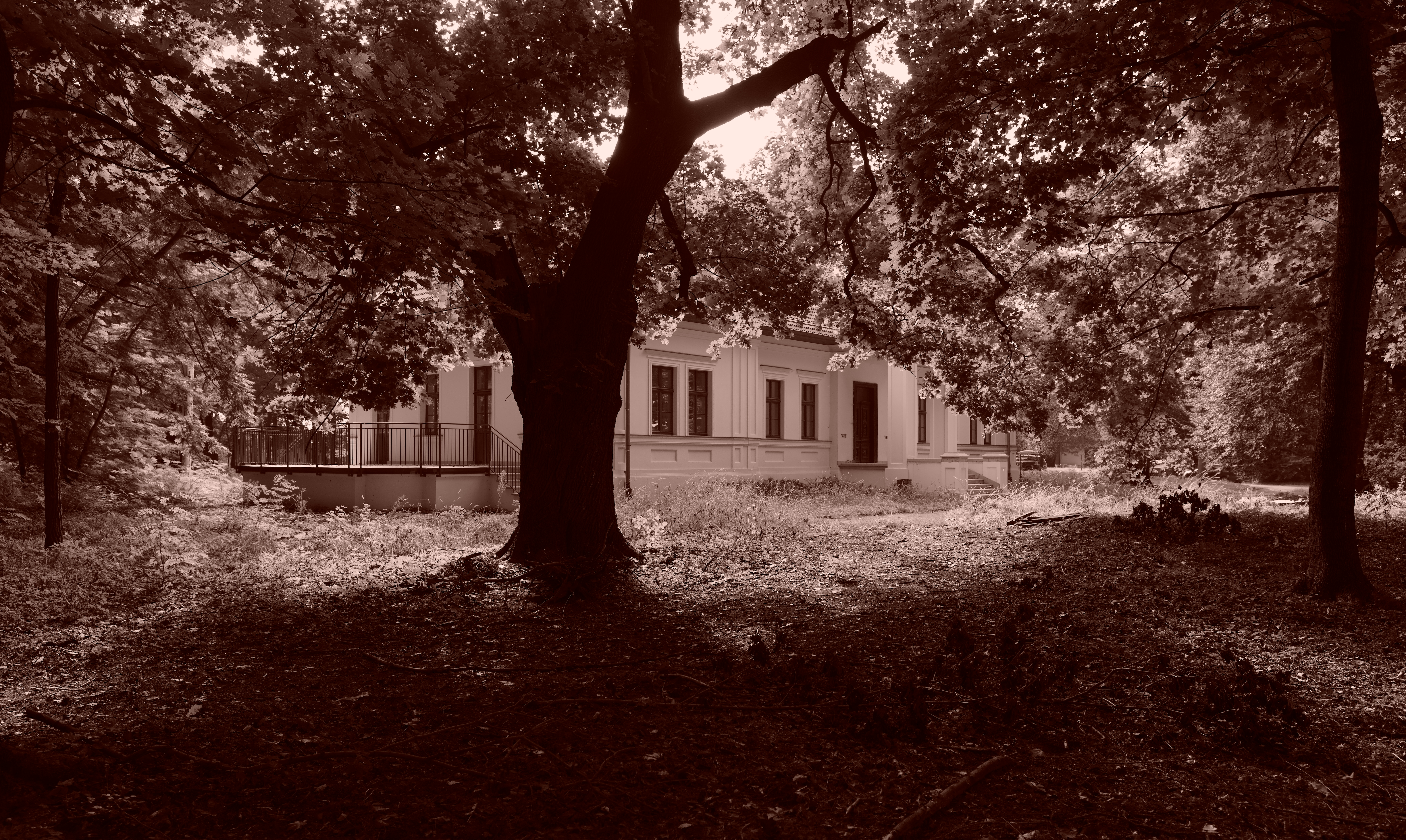
Dwór Ziobrowskich

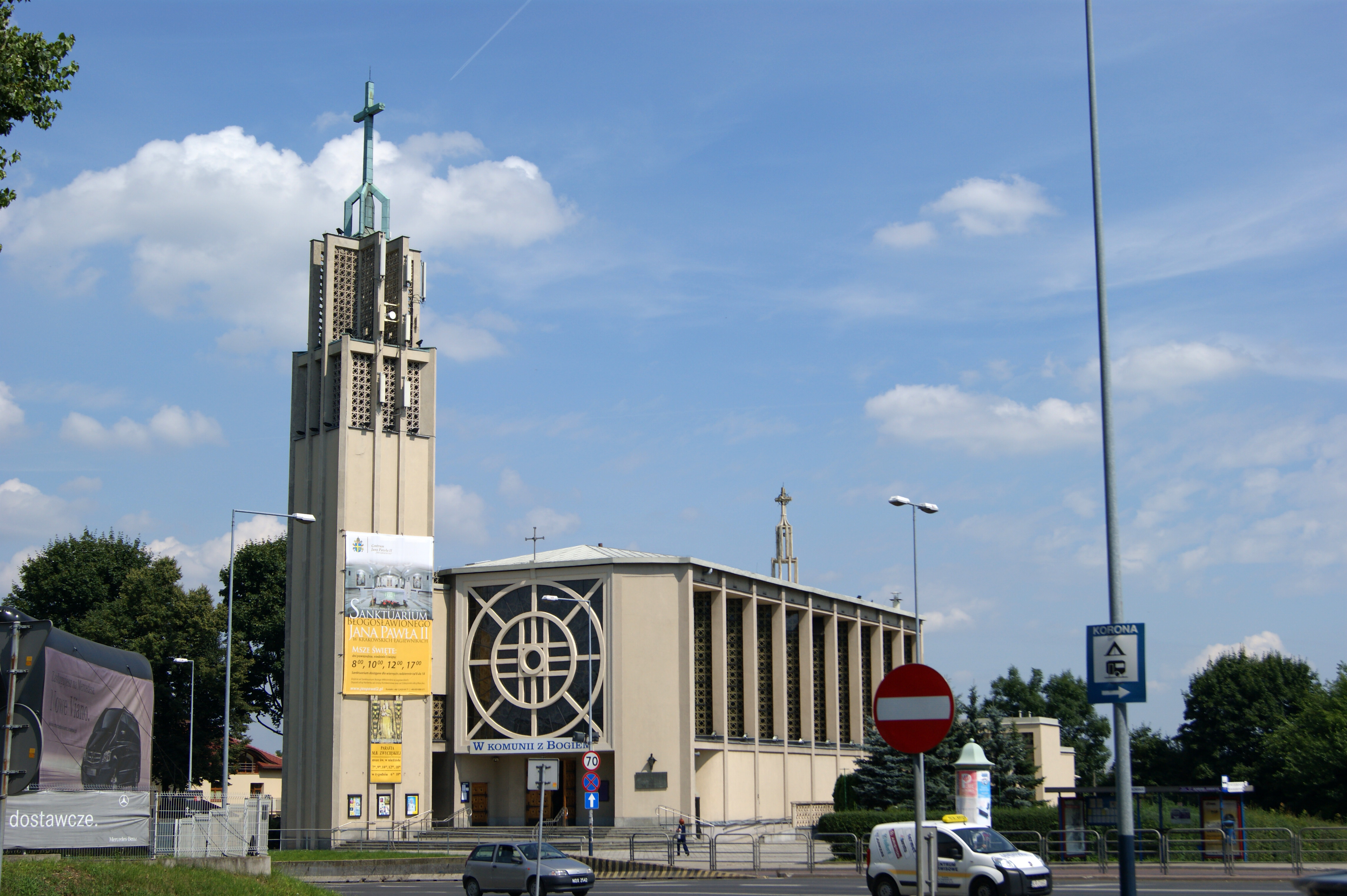
Kościół Matki Bożej Zwycięskiej, ul. Zakopiańska 86

- Biblioteka Publiczna – ul. Żywiecka
- Camping i Basen przy Ośrodku Wypoczynkowym Krakowianka – ul. Żywiecka Boczna (basen nieczynny)
- Cmentarz parafialny Borek Fałęcki – ul. Zawiła
- Centrum Aktywnego Wypoczynku przy ulicy Żywieckiej
- Centrum Handlowe Zakopianka przy ulicy Zakopiańskiej
- Centrum Sztuki Współczesnej Solvay – ul. Zakopiańska 62
- Dom Samotnej Matki i Dziecka – ul. Żywiecka
- Dwór Ziobrowskich
- Kaplica św. Teresy – ul. Goryczkowa
- Kino Cinema City przy ulicy Zakopiańskiej
- Kościół Matki Bożej Zwycięskiej w Krakowie – ul. Zakopiańska
- Klub Sportowy Armatura
- Klub Sportowy Borek – ul. Żywiecka
- Park Solvay
- Pętla tramwajowa i autobusowa
- Place zabaw (największy jest Park Jordanowski) w Parku Solvay
- Przedszkole – ul. Żywiecka
- Publiczny i Niepubliczny Zakład Opieki Zdrowotnej – ul. Niemcewicza 7
- Rynek Fałęcki
- Solvay Park (Galeria)
- Specjalny Ośrodek Szkolno-Wychowawczy nr 6 im. Jana Pawła II ul. Niecała 8
- Stacja paliwowa (przy Zakopiańskiej)
- Szkoła Podstawowa nr 49 im. Juliana Ursyna Niemcewicza – ul. Montwiłła Mireckiego 29
- Targowisko (przy pętli)
- Urząd Pocztowy – ul. Zakopiańska 97

## Komunikacja
W Borku Fałęckim położona jest pętla tramwajowa oraz autobusowa MPK obsługująca połączenia z południowymi osiedlami Krakowa (Kobierzyna, Sidziny, Soboniowic, Swoszowic i in.) i miejscowości położonych na południe od Krakowa, m.in. Libertowa, Mogilan, Skawiny, Świątnik Górnych, Wieliczki i Wrząsowic. Kursują też autobusy do miast takich jak Wadowice, Zakopane, Spytkowice, Chorzów, Myślenice.

## Galeria

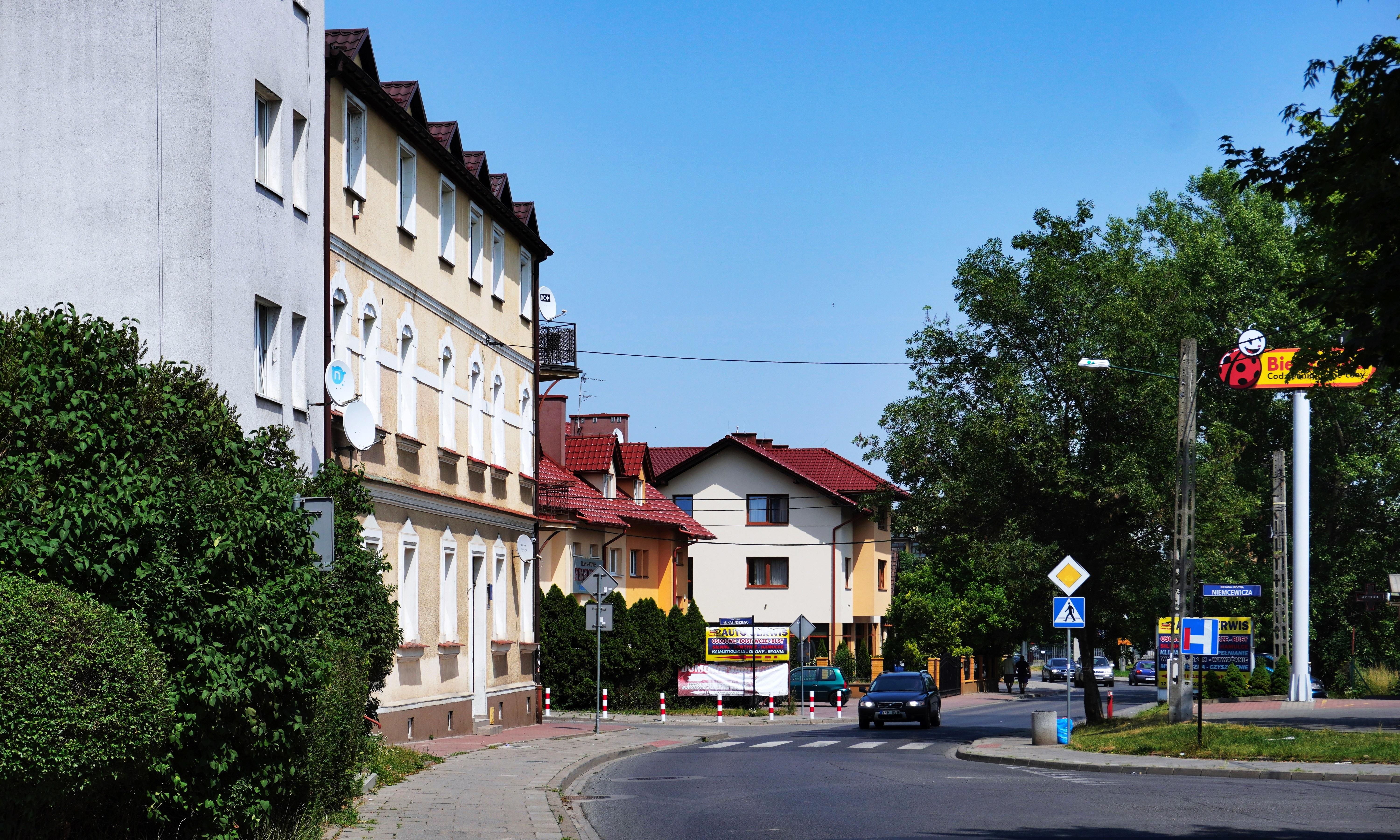
Ulica Józefa Montwiłła-Mireckiego
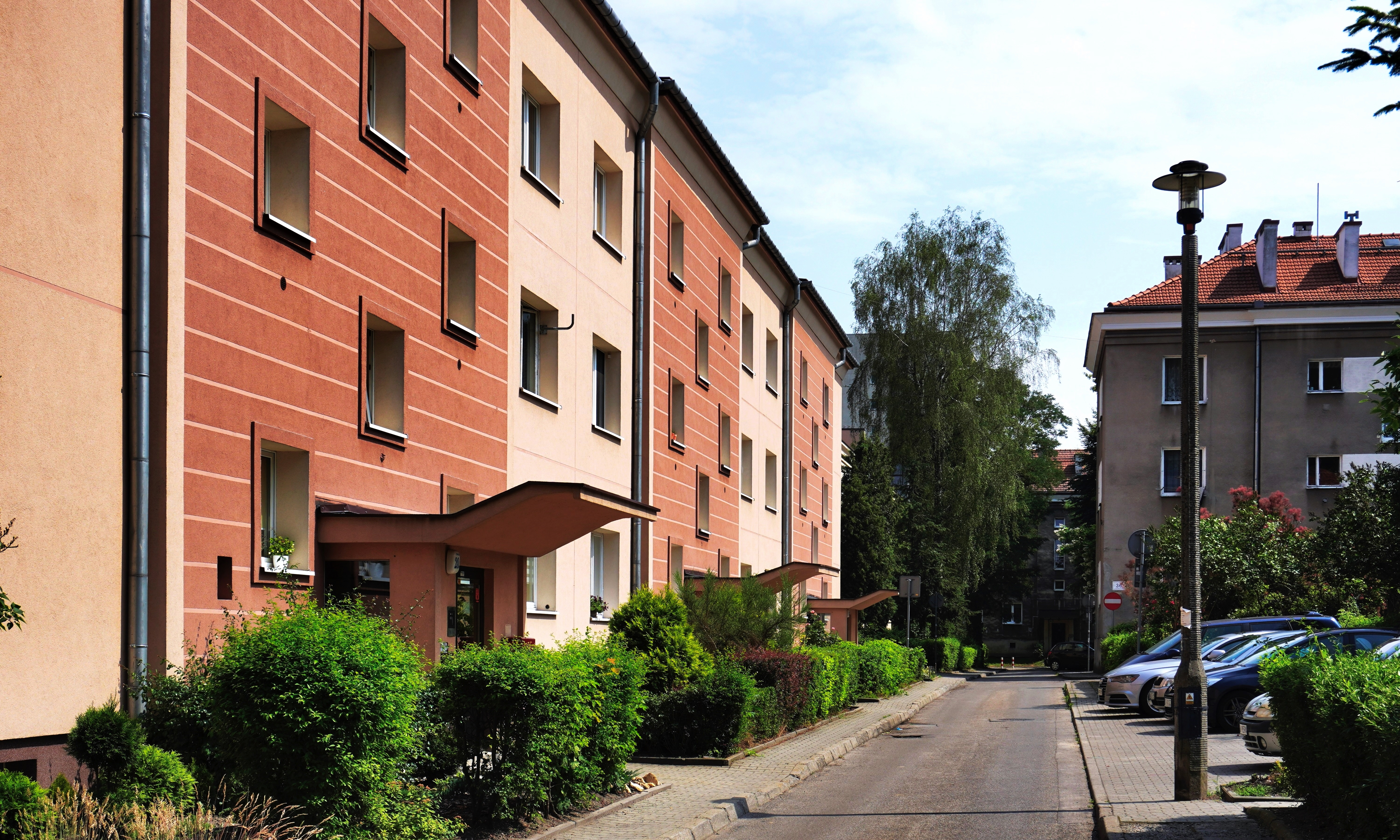
Bloki przy ul. Żywieckiej 20 i 36
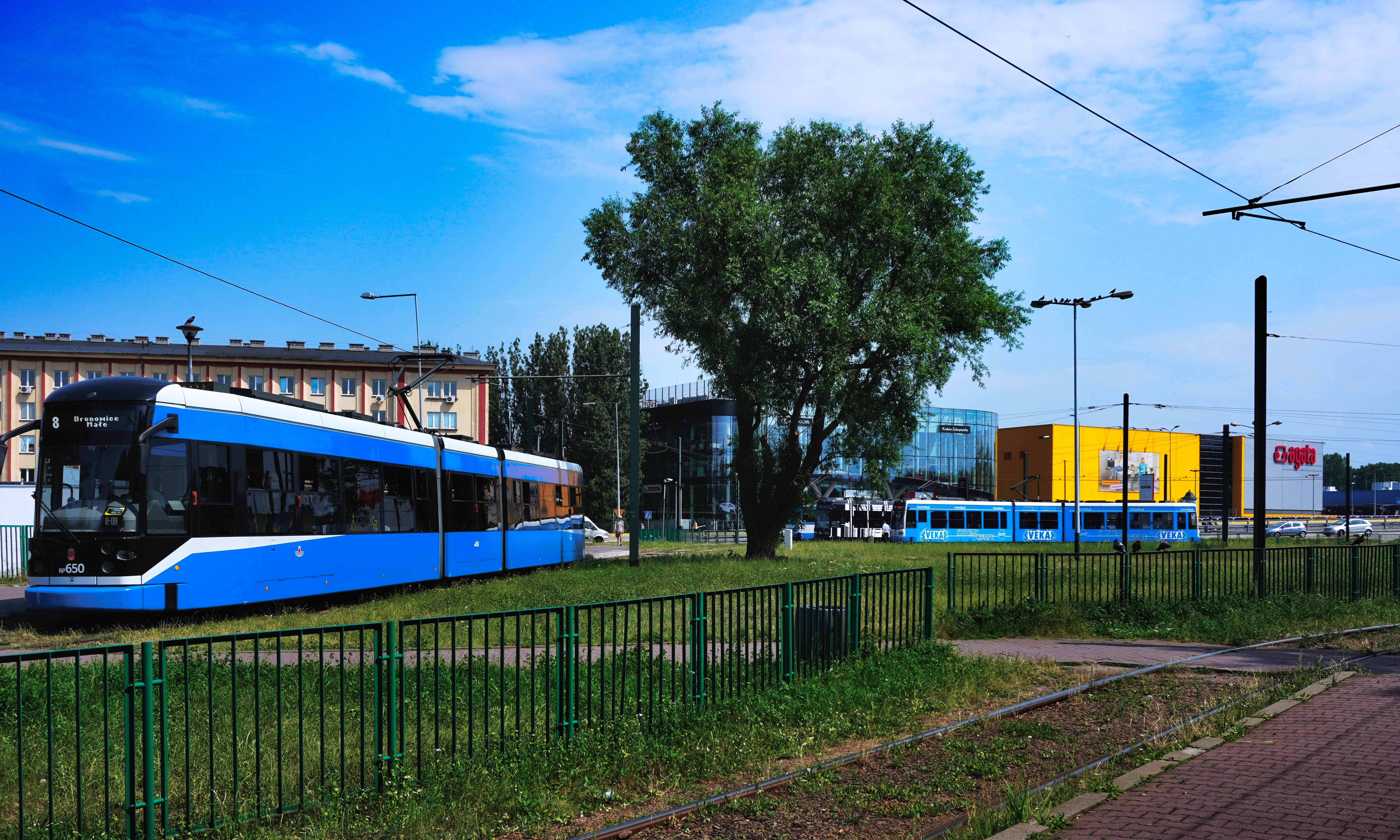
Pętla tramwajowa „Borek Fałęcki”
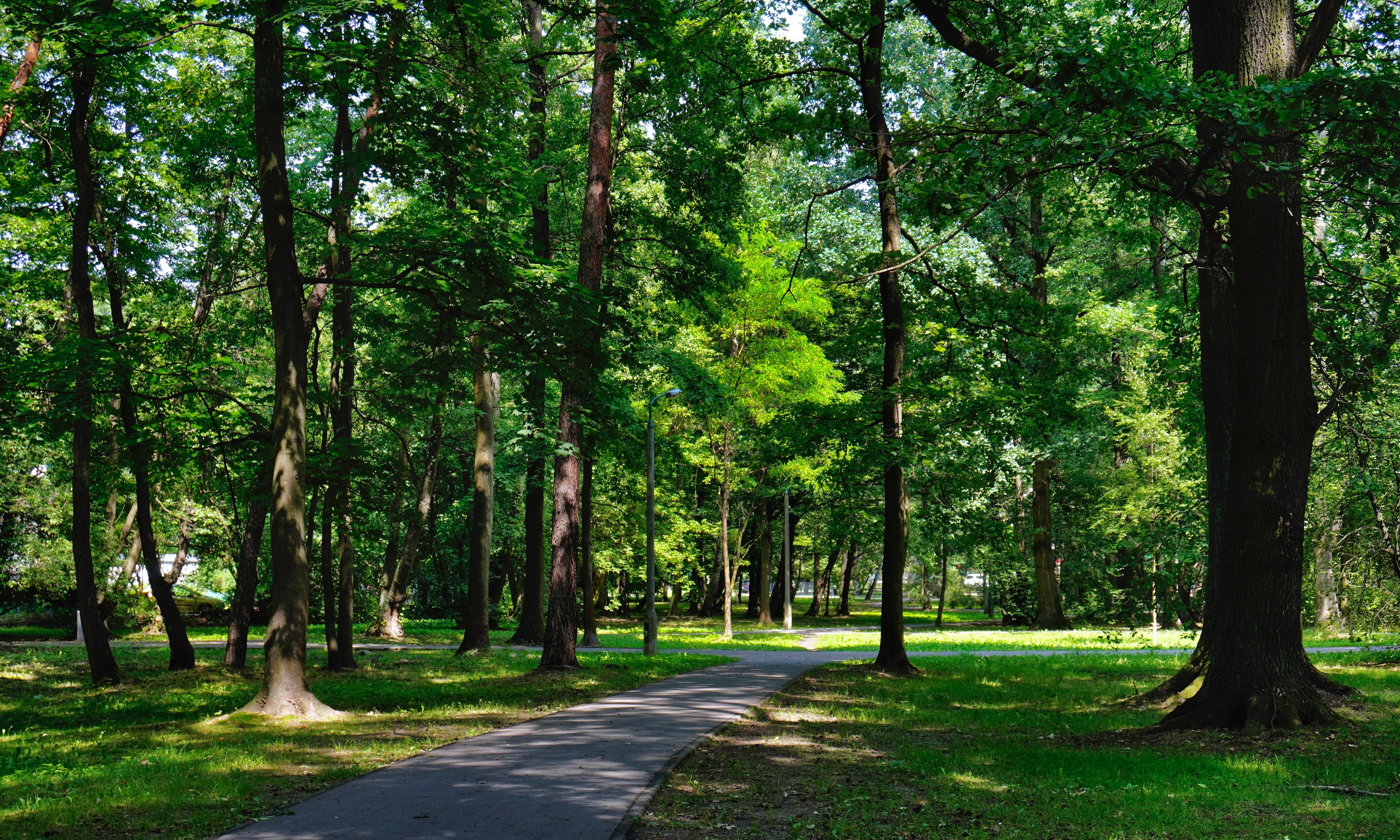
Park Solvay
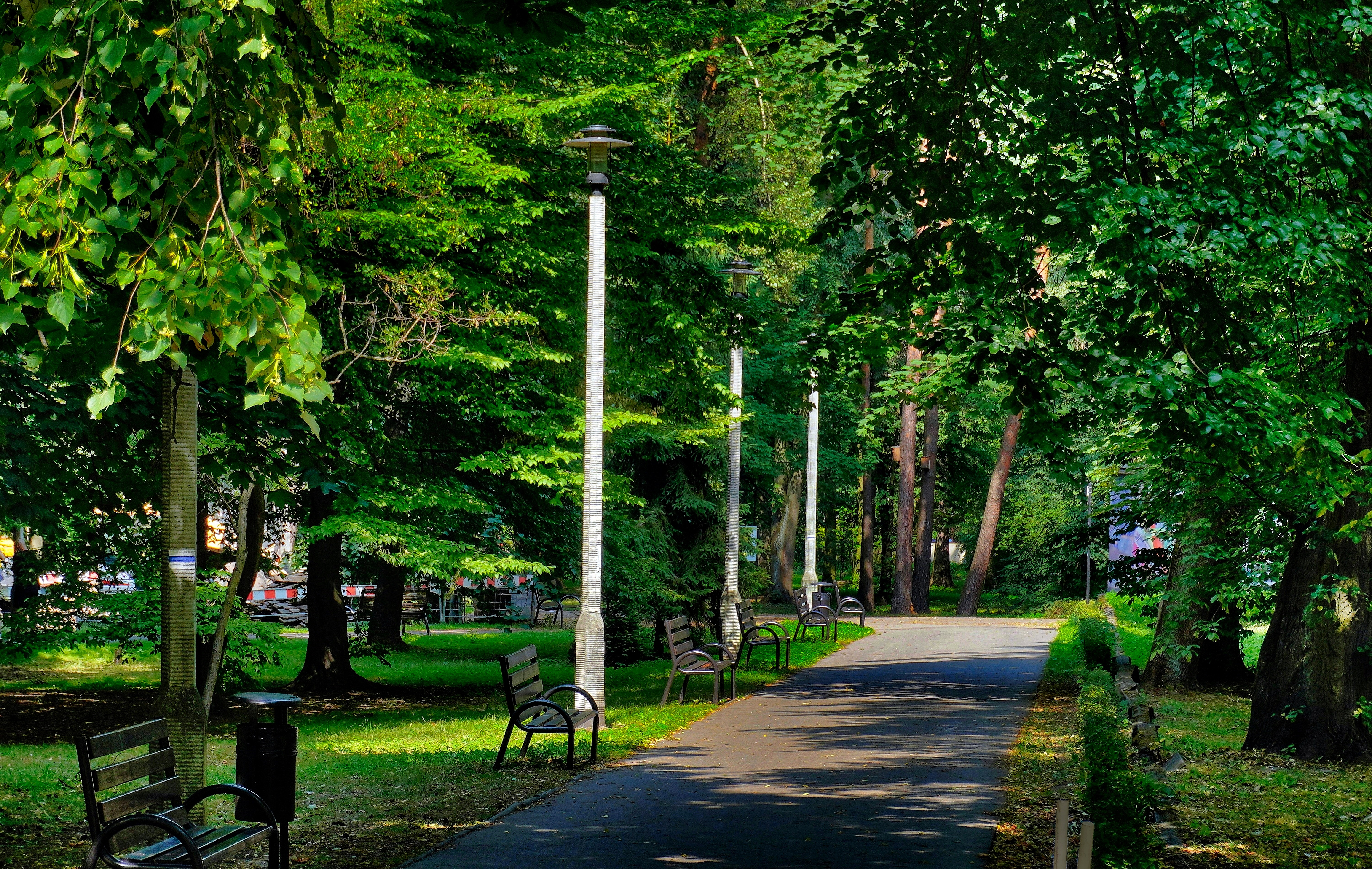
Park Solvay